# Neerkanne
Neerkanne is een gehucht van Kanne, gelegen ten westen van het hoofddorp, in de gemeente Riemst in de Belgische provincie Limburg.
Het gehucht ligt aan de Belgisch-Nederlandse grens.
Een deel van Neerkanne is in 1981 geklasseerd als beschermd dorpsgezicht onder de naam Kleine Molenstraat. Dit dorpsgezicht omvat de Heilig Grafkapel, de Smokkelmolen (een watermolen op de Jeker) en ook een aantal woonhuizen, gebouwd in mergelsteen. Het betreft de huisnummers 6, 8, 12, en 14.
Onmiddellijk ten noorden van Neerkanne bevinden zich, op Nederlands grondgebied, in de gemeente Maastricht, het Kasteel Neercanne en het Cannerbos.

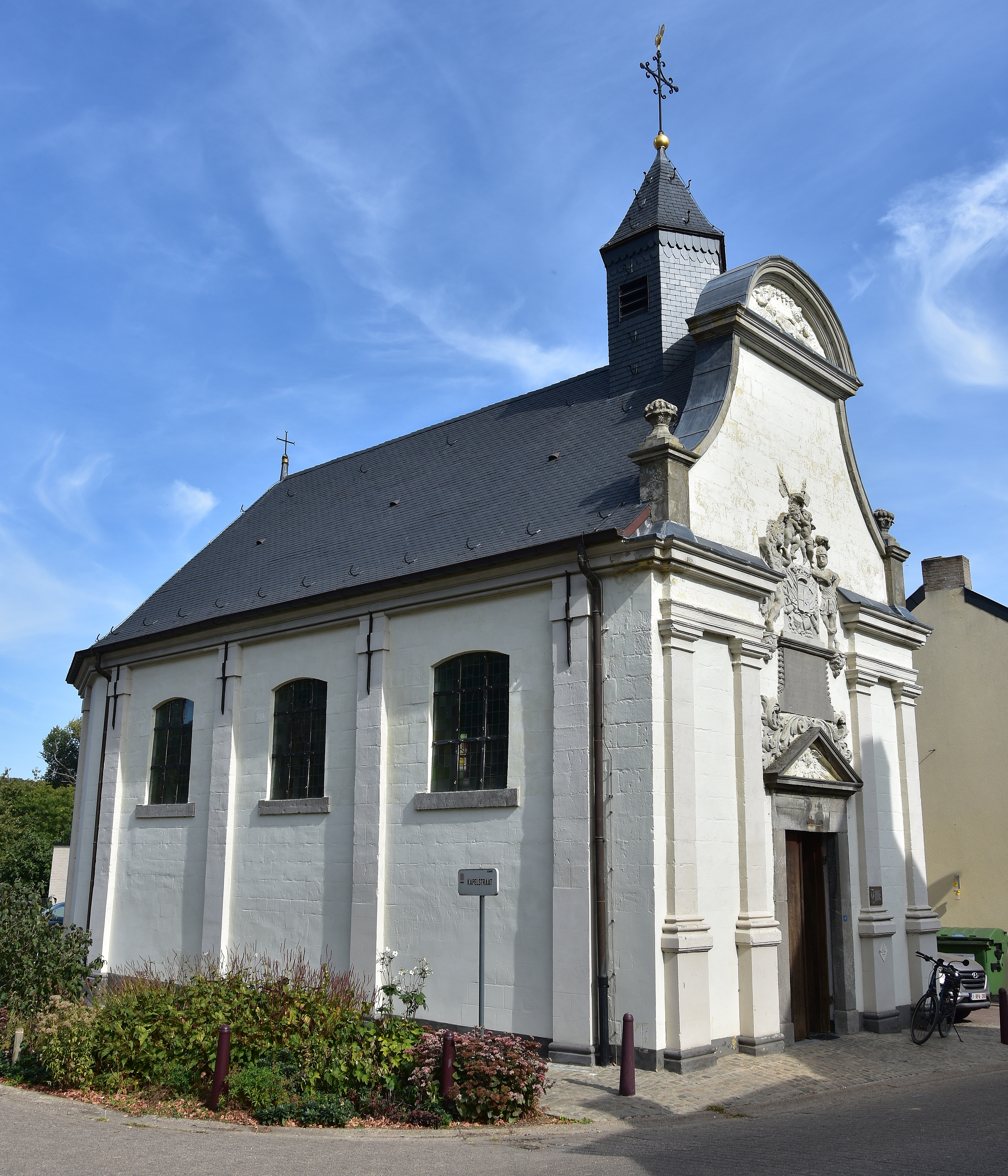
Heilig Grafkapel in Neerkanne